# تايرون جونز
تايرون جونز (بالإنجليزية: Tyrone Jones)‏ هو لاعب كرة قدم أمريكية ولاعب كرة القدم الكندية أمريكي، ولد في 3 أغسطس 1961 في سانت ماريز في الولايات المتحدة، وتوفي في 10 يونيو 2008 في برونزويك في الولايات المتحدة.

## وصلات خارجية
- تايرون جونز على موقع مرجع كرة القدم المحترفة.كوم (الإنجليزية)